# Idioma umbra
El idioma umbra, unga ([uŋã]) o umbrá (los de la cordillera) es una lengua indígena de Colombia, aún no clasificada, que actualmente es hablada por unas cien personas en el resguardo indígena de Escopetera-Pirza, en el municipio de Riosucio, Caldas y en las veredas Sardinero y Mápura, corregimiento de Irrá, municipio de Quinchía, Risaralda.
En la época de la conquista española esta lengua se hablaba en toda la región de Anserma (/anʃeɾ/ = sal) y se le llegó a creer extinguida, debido por una parte a la reducción de la población indígena después de la conquista española y por otra parte a la concentración forzada de sobrevivientes de diferentes pueblos indígenas en la Vega de Supía a partir de 1627. Sin embargo en 1995 los profesores de la Universidad de Caldas Guillermo Rendón y Anielka Galemur encontraron siete familias hablantes de la lengua.

## Características
El orden en la oración puede ser 
- Sujeto Verbo Objeto:

[nã: ĩ daʧiíru]  {nã:/ĩ/daʧiíru} //yo/soy/gente// "yo soy indígena umbrá".
[nã: ʧaɾkĩ ʥíbã:] {nã:/ʧaɾk-ĩ/ʥíb-ã:} //yo/cortar-presente/cogollo-acusativo// "yo corto el cogollo".
[ĩbá ĩ ĩ ʧimo:ɾ] {ĩbá/ĩ-ĩ/ʧi-mo:ɾ} //piedra/tener-ser/color-rojo// "la piedra tiene que ser roja.
- Objeto Sujeto Verbo:

[kõkũĩtɐbaʧe ãʧú ĩ:ʃí] {kõ-kũĩtɐ-baʧ-e/ãʧ-ú/ĩ:ʃí} //astro-nube-grande/sol-nominativo/alumbrar-presente// "el sol alumbra el cielo"
El adjetivo antecede al sustantivo, que se declina, habiéndose encontrado los casos nominativo, acusativo, ablativo, vocativo y genitivo. Sufijos e infijos actúan como marcas de género y número. 
Los pronombres personales son:
[nã:] = "yo"
[nãũ] = "tú
[nãũn] = él
[nãũĩnõ] = ella
[nã:ĩ:] = nostros
[nãũmi] = vosotros
[nãĩ] = ellos
[nãõinoĩ:] = ellas
Diferentes sufijos verbales sirven como marcas de modo y tiempo, por ejemplo:
/ xũxúɾãi / = "hablar"
[nãũn xuŋuɾa] = él habla
[nãũn xuŋuɾaéi] = él habló
[nãũn xuŋuɾaɤ] = él hablará
En torno a la palabra hablar [xũxúɾãi] podemos ver cómo se componen diferentes lexemas en la lengua umbra:
[xũ] = el habla
[xuŋũ] = saludar
[xũŋuɾã] = voz
[xũŋúãɾka] = pensar (ɐrkã = cabeza)
[xũŋuɾãɾka] = entender
[xũŋuɾaɾkai] = entendimiento
[xuŋuɾãtá] = pregunta
[xũɾãpɐ̃m] = diálogo, conversación
Otros ejemplos ilustrativos:
[taɾãn] = mano
[taɾãbá] = brazo
[taɾãwãwã] = dedos de la mano ([wãwã] = niños)
[taɾɐũsa] = manco ([-ũsa] = sin-)
[tabɛɾa] = pulsera
[ɐɾɐ̃nda] = pie
[ɐɾɐ̃ndawãwã] = dedos del pie
[ɐɾɐ̃ndaiã] = pierna
[ɐɾɐ̃ndaó] = muslo
[ɐɾɐ̃ndaá] = rodilla
[aɾanbeɾa] = abrazadera para la pierna
[aɾandabã:] = piernitas
[aɾandaũsa] = cojo
[ɐɾɐnʤa:tã] = baile
[ɐɾnʤa:tɐĩ] = bailar
[andarandaĩán] = correr
[ɐ̃ndanɐ̃ndɐ̃] = caminar despacio
Un aspecto peculiar de la fonética umbra es la formación de palabras onomatopéyicas solamente con consonantes o con series de consonantes y una o muy pocas vocales:
[ʙ̥] = "saliva"
[↓ɬ↑ɬ] = "nariz", "oler" (↓ɬ = ingresiva fricativa lateral sorda; ↑ɬ = eyectiva = ɬʼ)
[ɲ] (ñ) = aguja
[ks̪ks̪] = "escuchar"
[ʔ̃tⁿtr] = "corazón"
[ŋɾmna] = "estómago"
Estos lexemas independientes participan en la composición:
[nãũn ↓ɬ↑ɬéĩ:]= "él olió"
[atrʔ̃xg] = "acelerar", "encorajar"
[a:trg] = "aceleración", "coraje"
[a:ɛrs] = "acelerado"
[ɲikoni] = coser
[ɲĩíku:n] = tejer
El lexema para el pronombre interrogativo "quién" también está compuesto solamente por consonantes:
[ŋ̊ʔ̃] ="¿quién?
[de ŋ̊ʔʔ̃ guapaʧã ãtá bũ:] = ¿Con quién viene Guapacha? ([ãtáĩ] = venir).

## Fuente
- Rendón, Guillermo (2011) La Lengua Umbra. Manizales: Instituto de Altos Estudios Bókotta. ISBN 978-958-57127-0-6